# Tobias Reiter
Tobias Reiter (* 23. August 1985) ist ein ehemaliger deutscher Biathlet und heutiger Biathlontrainer. Seit Februar 2025 ist er Cheftrainer der deutschen Nationalmannschaft der Männer.

## Werdegang
Tobias Reiter wurde 2006 zweifacher deutscher Jugendmeister. Der Bundespolizist vom ASV Oberwössen nahm schon 2003 an ersten internationalen Wettkämpfen im Rahmen des Junioren-Europacups teil. Erstes Großereignis wurden die Juniorenweltmeisterschaften 2005 in Kontiolahti, wo Reiter 25. im Sprint und 23. im Verfolgungsrennen wurde. Zum Finale der Saison 2005/06 konnte Reiter in Martell sein Debüt im Europacup geben und wurde 40. des Sprints und gewann in der folgenden Verfolgung als 28. erste Punkte. Ein neunter Platz im Sprint von Osrblie war sein bestes Ergebnis in dieser Rennserie, die mittlerweile IBU-Cup heißt. Mit der Staffel konnte er beim selben IBU-Cup gemeinsam mit Jon Kristian Svaland, Steve Renner und Daniel Böhm in einer gemischten deutsch-norwegischen Staffel Zweiter werden. National gewann Reiter mit der Staffel Bayerns 2007 und 2009 die Titel bei den Deutschen Meisterschaften, im Massenstart-Selektionsrennen bei der DM 2008 kam er zeitgleich mit Arnd Peiffer auf den dritten Rang. In der Pokalwertung erreichte er 2008 den 13. Platz.
Nach seiner aktiven Karriere wurde Reiter Biathlontrainer. 2011 wurde er gemeinsam mit Frank Hanus und Isidor Scheurl Trainer beim Bayerischen Skiverband, 2012 wurde er als bester Trainer des Jahres vom DSV ausgezeichnet, nachdem in der Vorsaison seine Athletin Franziska Preuß dreifache Jugend-Olympiasiegerin wurde. 2014 wurde er Co-Trainer von Gerald Hönig, dem zur gleichen Zeit neu berufenen neuen Nationaltrainer der deutschen Biathletinnen.
Nach den Olympischen Winterspielen 2018 verzichtete Reiter auf eigenen Wunsch auf seinen Posten als Co-Trainer der Weltcupmannschaft. Als Grund wurde insbesondere die reiseintensive Weltcupbetreuung angeführt. Ab Sommer 2018 war er beim Fortbildungsinstitut der Polizei Bayern in Ainring als Trainer und Ausbilder für die Spitzensportförderung angestellt und betreute hauptberuflich die Biathleten der Polizei.
Zur Saison 2020/21 kehrte Reiter als Trainer der Lehrgangsgruppe 1b der Frauen an der Seite von Peter Sendel zum DSV zurück. Auch Franziska Preuß trainierte in dieser Zeit mit dem B-Team und erreichte in der Saison 2020/21 den dritten Platz im Gesamtweltcup. Zur Saison 2022/23 wechselte Reiter in gleicher Position zur Männermannschaft und war dort als Nachfolger von Remo Krug, der Nationaltrainer in der Schweiz wurde, alleinverantwortlicher Trainer für das IBU-Cup-Team.
Nachdem der Cheftrainer der Weltcupmannschaft der Männer Uroš Velepec Ende Februar 2025 im Anschluss an die Weltmeisterschaften überraschend mit sofortiger Wirkung noch vor Saisonende zurückgetreten war, ernannte der DSV Tobias Reiter zu seinem Nachfolger. Er soll die Mannschaft gemeinsam mit Jens Filbrich auch in der Saison 2025/26 betreuen.

## Belege
1. ↑  Trainerwechsel bei den Biathleten des Bayerischen Skiverbands (Memento vom 26. August 2011 im Internet Archive)
2. ↑  Tobias Reiter vom DSV als Trainer des Jahres ausgezeichnet (Memento vom 2. November 2012 im Internet Archive)
3. ↑  DSV gibt personelle Veränderungen im Trainerbereich bekannt (Memento vom 18. April 2014 im Internet Archive)
4. ↑  Reiter hört auf (Memento vom 15. November 2019 im Internet Archive) In: Südwest Presse vom 12. März 2018
5. ↑  Duale Karriere am Fortbildungsinstitut der Polizei in Ainring auf bgland24.de, abgerufen am 9. Januar 2020
6. ↑  Personelle Veränderungen beim DSV in der Disziplin Biathlon auf xc-ski.de, abgerufen am 13. Mai 2020
7. ↑  Biathlon: Lehrgangs- und Kadereinteilung des DSV für 2022/2023 auf xc-ski.de, abgerufen am 24. Mai 2022
8. ↑  Tobias Ruf: Biathlon: Herren-Bundestrainer tritt sofort zurück - Preuß-Vertrauter übernimmt. In: chiemgau24.de. OVB, 25. Februar 2025, abgerufen am 25. Februar 2025.

| Personendaten    | Personendaten      |
| ---------------- | ------------------ |
| NAME             | Reiter, Tobias     |
| KURZBESCHREIBUNG | deutscher Biathlet |
| GEBURTSDATUM     | 23. August 1985    |